# Lincoln (Washington)
Lincoln es un área no incorporada ubicada en el condado de Lincoln en el estado estadounidense de Washington.

## Geografía
Lincoln se encuentra ubicado en las coordenadas 47°49′45″N 118°24′54″O / 47.82917, -118.41500.